# Wikipedia en talish
La Wikipedia en talish es la versión en talish de Wikipedia. La versión talish de Wikipedia se inició en diciembre de 2023. En esta wiki, el Idioma talish está escrito en escritura latina y también se puede leer en escritura cirílica. Hoy, la Wikipedia en talish tiene 3758 usuarios registrados, 2 moderadores y 9070 artículos.